# Кіран
Кіран (рос. Киран) — село Кяхтинського району, Бурятії Росії. Входить до складу Усть-Кіранського сільського поселення.
Населення —  187 осіб (2010 рік). 